# 노노무라 다카토
노노무라 다카토(일본어: 野々村 鷹人, 1998년 5월 13일~)는 일본의 축구 선수이다.

## 구단 경력
그는 2021년 J2리그의 마쓰모토 야마가 FC에 입단했다. 2021년후 J3리그에 강등했다.